# 牧野誠三
牧野 誠三（まきの せいぞう、1957年7月31日 - ）は、日本のフリーアナウンサーで元読売テレビアナウンサー。

## 略歴
福岡県福岡市の出身で、関西学院大学商学部卒業後の1983年に、アナウンサーとして読売テレビに入社した。同期にフリーアナウンサーの森たけし（森武史）とアニメプロデューサーの諏訪道彦がいる。
大学時代には、読売テレビの元アナウンサー・生田博巳が主宰する生田教室でアナウンス技術の研鑽に努めながら、学内放送機関の「関西学院大学総部放送局」で活動。同局の活動で知り合ったTTB所属のフリーアナウンサーと、読売テレビへの入社後に結婚した。当時毎日放送と専属出演契約を結んでいた妻は、この結婚を機に放送の第一線から退いている。
牧野自身は、読売テレビへの入社後に、主にスポーツアナウンサーとして活動。一時は、『週刊トラトラタイガース』（阪神タイガースの情報番組）や『まるごとバファローズタイム』（近鉄バファローズの情報番組）でサブキャスターを務めた。その後は、アナウンス部以外の部署への異動を経て、2010年からアナウンス部に復帰。復帰後は、管理職（主任）の立場で部内の総務に従事するかたわら、新人アナウンサーへの指導、『NNNドキュメント』（読売テレビ制作分）、『かんさい情報ネットten.』「カラクリ」（密着取材特集）のナレーター、ローカルニュースを担っていた。
東京ニュース通信社が毎年10月下旬に刊行している『TVスター名鑑』では、2011年版から読売テレビのアナウンサーを紹介するページで牧野のプロフィールを掲載。しかし、同局の公式サイトでは長らく、牧野を「アナウンサー」として紹介していなかった。2014年4月にアナウンス部のページを「チーム ytvアナ」へ一新したことを機に、チーム（同部）の一員として牧野を紹介するページが設けられた。
なお、2017年の誕生日で読売テレビの定年（60歳）に達してからも、嘱託契約の再雇用扱いでアナウンサーとしての活動を継続。同局を定年で退職したアナウンサーが、退職後もアナウンサーとして再び雇用された事例は、牧野が初めてとされている。2022年9月30日で嘱託契約期間を満了したことを機に、読売テレビを正式に退職。以降フリーアナウンサーに転身。
退職後の2022年10月以降はフリーアナウンサーとして、『真相報道 バンキシャ!』の18:54分頃のローカルニュース枠には2023年1月現在でも不定期で出演している。

## 讀賣テレビアナウンサー時代の出演番組

### アナウンス部からの一時異動前
- スポーツ中継全般（近鉄バファローズ戦を中心としたプロ野球、関西学生アメリカンフットボール、Jリーグ、高校サッカーなど）
- 週刊トラトラタイガース（サブキャスター）
- ニュースワイドTODAY　サブキャスターとして1年間。取材、編集、原稿までを手掛け天気予報も手掛けた。
- NNNニュースプラス1・NNNきょうの出来事（いずれも土曜日のローカルニュース担当）など

### アナウンス部への復帰後から嘱託契約期間の満了まで
- かんさい情報ネットten.（特集や、「カラクリ」等、番組内の各コーナーでナレーターを担当）
- NNNドキュメント（他部署への在籍中[1]から読売テレビ制作分でナレーターを担当）
- news zeroなどのニュース番組内で放送されるローカルニュース（不定期で担当）
- アナウンサー向上委員会（2020年12月19日、26日）

上記の番組以外にも、読売テレビ制作の情報・報道番組で吹き替えを担当することがあった。

### フリーアナウンサー（現在）
- 真相報道 バンキシャ! 18:54頃の関西ローカルニュース枠（不定期で担当）
- おもに土日、夜のローカルニュースを契約担当
- 本人は、ナレーション希望だが、スポーツ配信実況で、「関西陸上インカレ」「関西六大学」「関西学生アメリカンフットボールリーグ」の依頼を受けている。